# Bechdeltestet
Bechdeltestet (/ˈbɛkdəl/) (engelska: Bechdel Test, Bechdel Rule), även benämnt Bechdel-Wallace-testet, är ett test med vilken en films framställning av kvinnor kan bedömas.
Testet kan användas för att belysa problemet med att kvinnor ofta framställs på ett stereotypt sätt på film, eller inte alls är representerade. Även om arbetet för en mer jämställd filmbransch pågår så är det vanligt att nya filmer inte klarar av testet. Det är alltså fortfarande en lång väg att gå innan kvinnor är rättvist representerade i film och media, menar förespråkarna för testet. Det diskuteras att om fler filmer uppfyller kraven för testet så kan det uppfattas som inkluderande av den kvinnliga publiken och möjligtvis göra att fler kvinnor söker sig till regissörsyrket. Stereotyper är oftast det som leder till att en film inte klarar ett test, till exempel användes ett digitalt verktyg för att analysera manusen till 10 filmer från 2018 som vunnit Oscar, och det visade sig bara vara en film som klarade testet.

## Ursprung och beskrivning

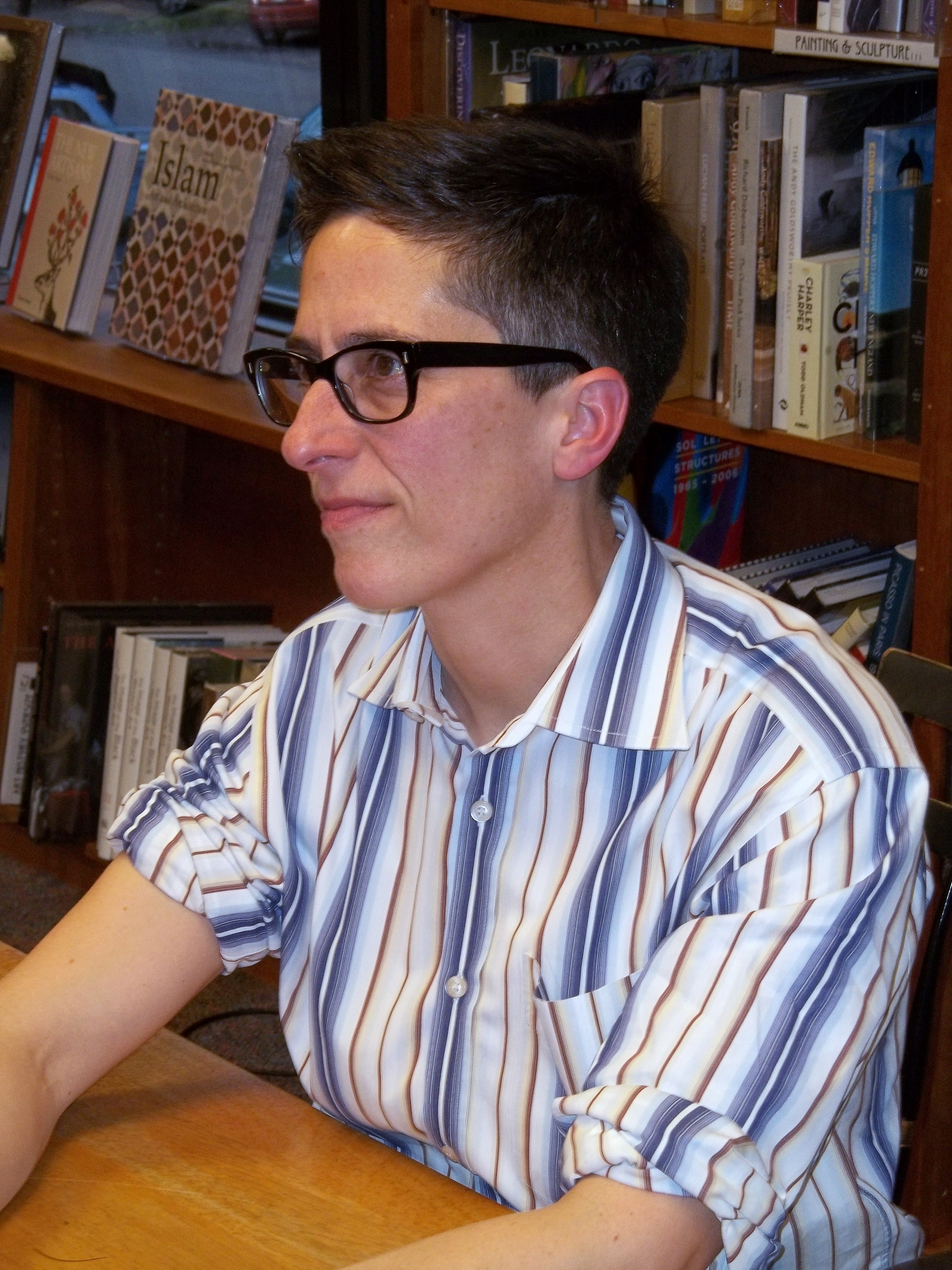
Alison Bechdel (2012) som 1985 myntade Mo Movie Measure, idag kanske mer känt som Bechdeltestet.

Bechdeltestet härstammar från den tecknade serien Dykes to Watch Out For av amerikanskan Alison Bechdel, som i sin tur fick uppslaget till testet från sin väninna Liz Wallace. Testet formulerades i serieavsnittet "The Rule" som publicerades 1985. Testet kallas på engelska även Mo Movie Measure, efter seriens huvudperson Mo.
För att en film ska klara Bechdeltestet måste den uppfylla följande kriterier:
1. ha minst två (namngivna) kvinnliga rollfigurer
2. … som pratar med varandra
3. … om något annat än män.

## Användning
Testet har kommit att få en viss spridning både inom tryckta medier och på Internet. Bechdeltestet har sitt ursprung i populärkulturen, men används numera även av skribenter i etablerade pappers- och nättidningar. Testet används ibland även på litteratur.

### Metoder: MI och FI
För att avgöra hur mycket interaktion det är mellan samkönade rollfigurer så använder man sig av denna metod. Genom att undersöka en film kan man se hur mycket tid som manliga rollfigurer interagerar med varandra och hur mycket tid kvinnliga rollfigurer interagerar med varandra.  
- FI står för female-to-female interaction, alla interaktioner där två eller fler kvinnor interagerar med varandra räknas som FI-material.
- MI står för male-to-male interaction, alla interaktioner där två eller fler män interagerar med varandra räknas som MI-material.

Metoden används  dessutom för rollfigurer som är barn. Även rollfigurer som inte är mänskliga kan klassas som FI eller MI. Till exempel, den levande snögubben i Frost (2013) har en manlig röst och hans interaktioner med andra män i filmer räknas då som MI. Rollfigurer som inte delar mänskliga egenskaper och inte heller har något bekräftat kön räknas inte med i metoden.

### Sverige
I oktober 2013 lanserade fyra biografer inom kedjan Folkets Hus och Parker kvalitetsmärkningen A-märkt, baserat på Bechdeltestets kriterier. VD Calle Nathanson anser att en sådan här konsumentupplysning behövs, eftersom "I dag är det en klar obalans i vilka roller män och kvinnor får på film, det måste vi ändra på."

## Liknande tester
Bechdeltestet har inspirerat till andra tester som på ett liknande sätt testar om en produkt uppfyller fastställda kriterier:
- Russotestet, för representationen av HBTQ-rollfigurer.[15]
- Finkbeinertestet, en checklista för att hjälpa journalister att undvika fördomar om kön i artiklar som handlar om kvinnor inom vetenskap.[16]
- Chavez-Perez-testet, ett mångfaldstest för representation av invandrare, initierad av den svenske journalisten Inti Chavez Perez.[17][18]